# Estée Lauder
Estée Lauder, ursprungligen Josephine Esther Mentzer, född 1 juli 1906 i Queens, New York, död 24 april 2004 på Manhattan, New York, var en amerikansk kosmetikaföretagare, grundare av Estée Lauder Companies
Estée Lauder, som själv uppgav att hon var född 1908, var dotter till ungersk-judiska immigranter. Hon gifte sig med Joseph Lauter 1930. De bytte namnet till Lauder under 1930-talet. Hon skilde sig 1939 och gifte om sig med honom 1942 och de förblev sedan gifta till hans död 1982.
Hon var den enda kvinnan på tidningen Time Magazines lista över 1900-talets tjugo främsta affärsgenier.